# Elmwood (Wisconsin)
Elmwood – wieś w Stanach Zjednoczonych, w stanie Wisconsin, w hrabstwie Pierce.